# Michał Ligocki
Michał Ligocki, né le 31 octobre 1985 à Cieszyn, est un snowboardeur polonais actif depuis 2002. 

## Biographie
Son frère Mateusz Ligocki ainsi que sa cousine Paulina Ligocka sont aussi snowboardeurs.

## Palmarès

### Jeux olympiques
| Édition/Discipline   | Snowboardcross | Half-pipe |
| JO de Turin 2006     | -              | 29e       |
| JO de Vancouver 2010 | -              | 38e       |
| JO de Sotchi 2014    | -              | -         |

### Championnats du monde
- Meilleur résultat : 24e du snowboarcross à Kangwon en 2009.
- Participation depuis 2005

### Coupe du monde
- Meilleur classement en half-pipe : 7e en 2010.
- 1 podium en half-pipe dont 1 victoire à Valmalenco, le 14 mars 2010.